# Kirovo-Čepeck
Kirovo-Čepeck (ruski: Ки́рово-Чепе́цк) je grad u Kirovskoj oblasti u Rusiji.

## Zemljopisni položaj
Nalazi se na 58°33' sjeverne zemljopisne širine i 50°00' istočne zemljopisne dužine, na ušću rijeke Čepce u rijeku Vjatku, nekih 20 km istočno od Kirova.

## Povijest
Osnovan je sredinom 15. stoljeća kao selo Ust-Čepca (rusi: Усть-Чепца). 
Gradski status je dobio 1955.

## Stanovništvo
Broj stanovnika:

2002.: 90.303 (popis)

1989.: 92.382 ([popis)

## Zanimljivosti
- 50. podnevnik prolazi točno kroz ovaj grad